# لمياء إزيم
لمياء إزيم (بالإنجليزية: Lamia Izem)‏‏ (3 سبتمبر 1980 - ) لاعبة كرة يد من الجزائر.